# Julianne Adams
Julianne Adams (Australia, 11 de julio de 1966) es una exjugadora de baloncesto en silla de ruedas australiana. En los Juegos Paralímpicos de Sídney 2000 consiguió junto con el seleccionado australiano una medalla de plata.

## Vida personal
Adams nació en Perth el 11 de julio de 1966. De niña, Adams pensó que quizás podría ser una gimnasta olímpica.  Desde los cinco a los diecisiete años, Adams se involucró en la gimnasia competitiva. Durante este período, a menudo entrenaba más de treinta horas a la semana. Mientras asistía a la universidad, trabajó en la gimnasia como diseñadora de rutinas para otras gimnastas, que podían ser grabadas en video y comparadas con los estándares nacionales. Fue mientras practicaba las rutinas que había hecho antes que se lesionó al caer sobre su cuello, y se cortó la médula espinal después de caer de espaldas. Mientras estaba en el hospital después de su accidente, se le acercó un jugador de baloncesto en silla de ruedas. El administrador deportivo conocía su historial en atletismo competitivo y la reclutó para jugar al baloncesto en silla de ruedas. Al principio no estaba interesada en participar en el deporte, pero su programa de fisioterapia la obligaba a jugar. Después de jugar el deporte por primera vez, le gustó y decidió seguirlo a un nivel más competitivo.

## Carrera deportiva

### Equipo nacional de baloncesto en silla de ruedas

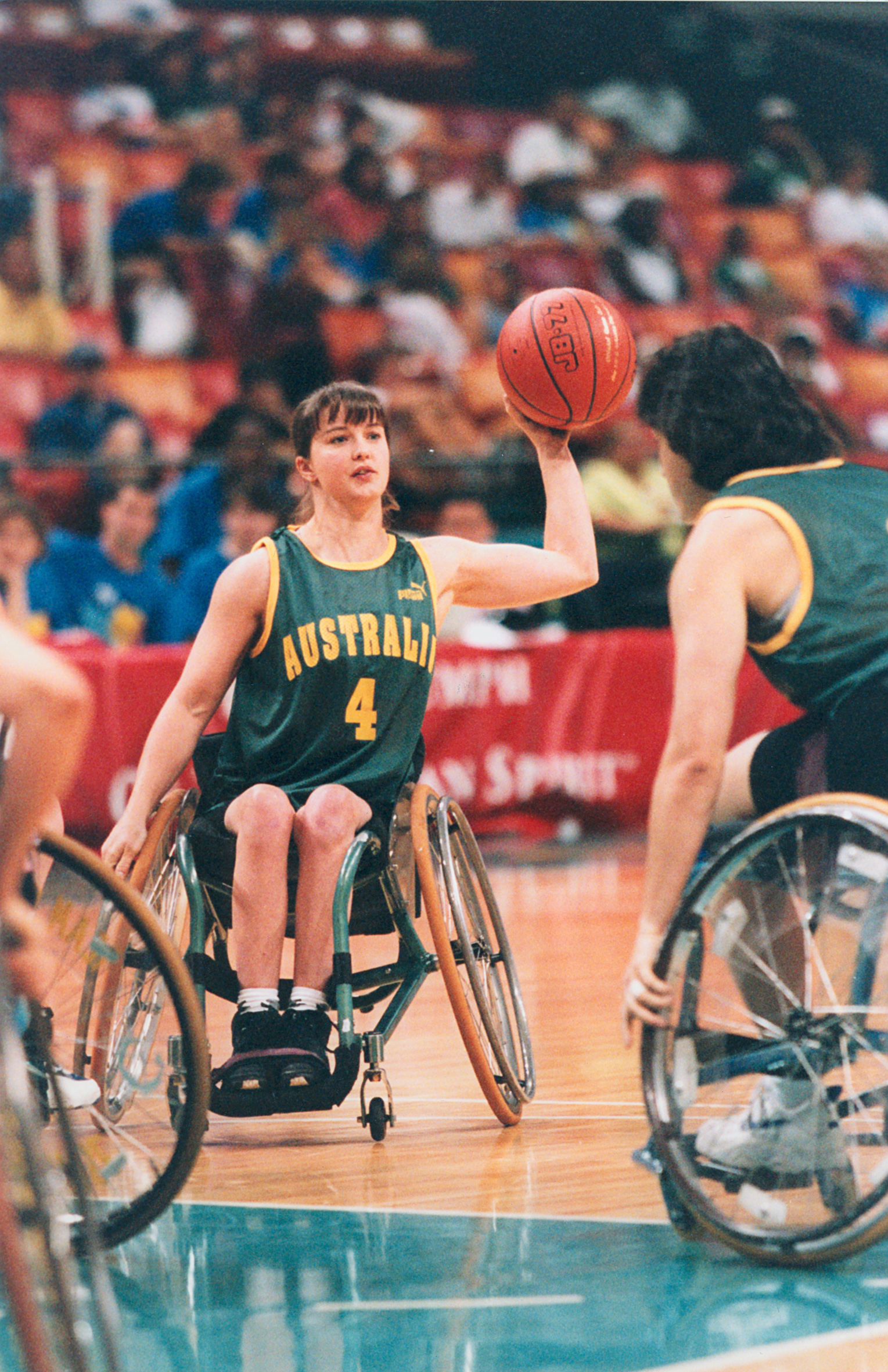
Adams pasando el balón en los Juegos Paralímpicos de Atlanta 1996.

Adams compitió en el primer torneo internacional del equipo nacional de baloncesto femenino australiano en silla de ruedas, que tuvo lugar en St. Ettienne, Francia en 1990, y Australia terminó en sexto lugar. Participó en el campo de entrenamiento del equipo femenino en la preparación de los Juegos Paralímpicos de Barcelona 1992, pero no hizo la selección final. Esto la desilusionó y no compitió en este deporte durante varios años. Fue seleccionada para el equipo de los Juegos Paralímpicos de Atlanta 1996 y se trasladó de Australia Occidental a Melbourne para formar parte del equipo nacional.

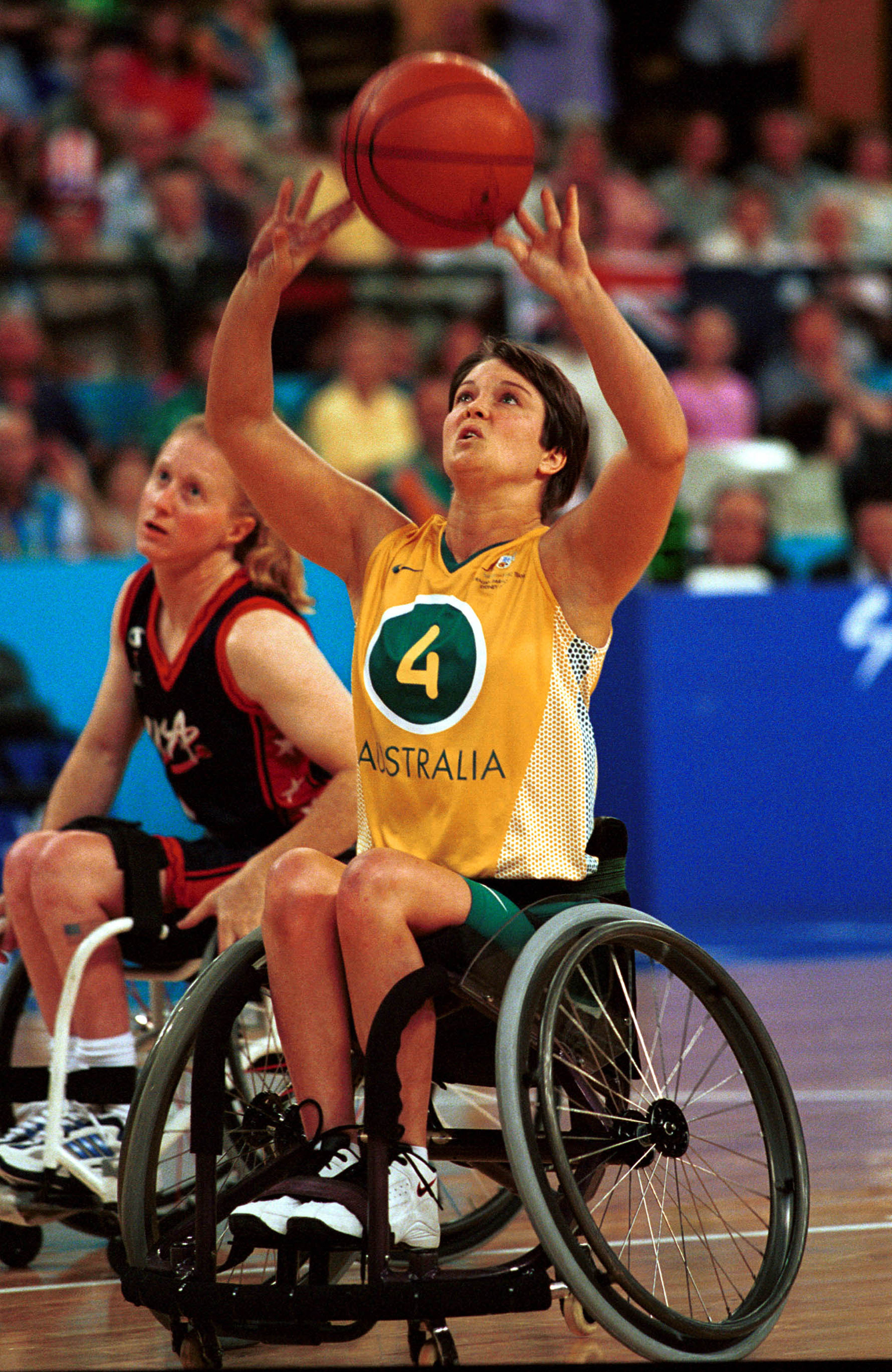
Adams tira la pelota durante la competencia en los Juegos Paralímpicos de Sídney 2000.

Entre 1996 y 2000, el gobierno aumentó los fondos para los atletas paralímpicos australianos. Antes de este período, Adams y otros paralímpicos pagaban en gran medida su propia forma de competir, como en el caso de Adams que pagó su entrenamiento para poder competir en Francia. Obtener una compensación de la financiación gubernamental de las organizaciones deportivas significaba que podía dedicar más tiempo a mejorar su rendimiento deportivo. En los ocho meses anteriores a los Juegos Paralímpicos de Sídney 2000, pudo ser una atleta a tiempo completo.
Fue parte del equipo nacional que venció a Canadá en un torneo en junio de 2000. La victoria contra los canadienses fue la primera vez que Canadá perdía un partido en un torneo en diez años. Ella fue parte del equipo nacional femenino de baloncesto en silla de ruedas de Australia que ganó la medalla de plata, en los Juegos Paralímpicos de Sídney de 2000.

### Liga Nacional de Baloncesto en Silla de Ruedas Femenina
Fue nombrada una de las cinco estrellas de la Liga Nacional de Baloncesto en Silla de Ruedas en 2001, 2002 y 2003 como miembro de los Victorian Wheelies. En 2008, compitió por las Western Stars.

## Reconocimiento
En 2000, el Primer Ministro de Victoria, Steve Bracks, y la ministra de Servicios Comunitarios, Christine Campbell, le otorgaron una medalla especial en reconocimiento a su actuación en los Juegos Paralímpicos de 2000. Apareció en el documental Screamin' wheelies de 2000.